# Lasius atopus
Lasius atopus är en myrart som beskrevs av Cole 1958. Lasius atopus ingår i släktet Lasius och familjen myror. Inga underarter finns listade i Catalogue of Life.

## Bildgalleri

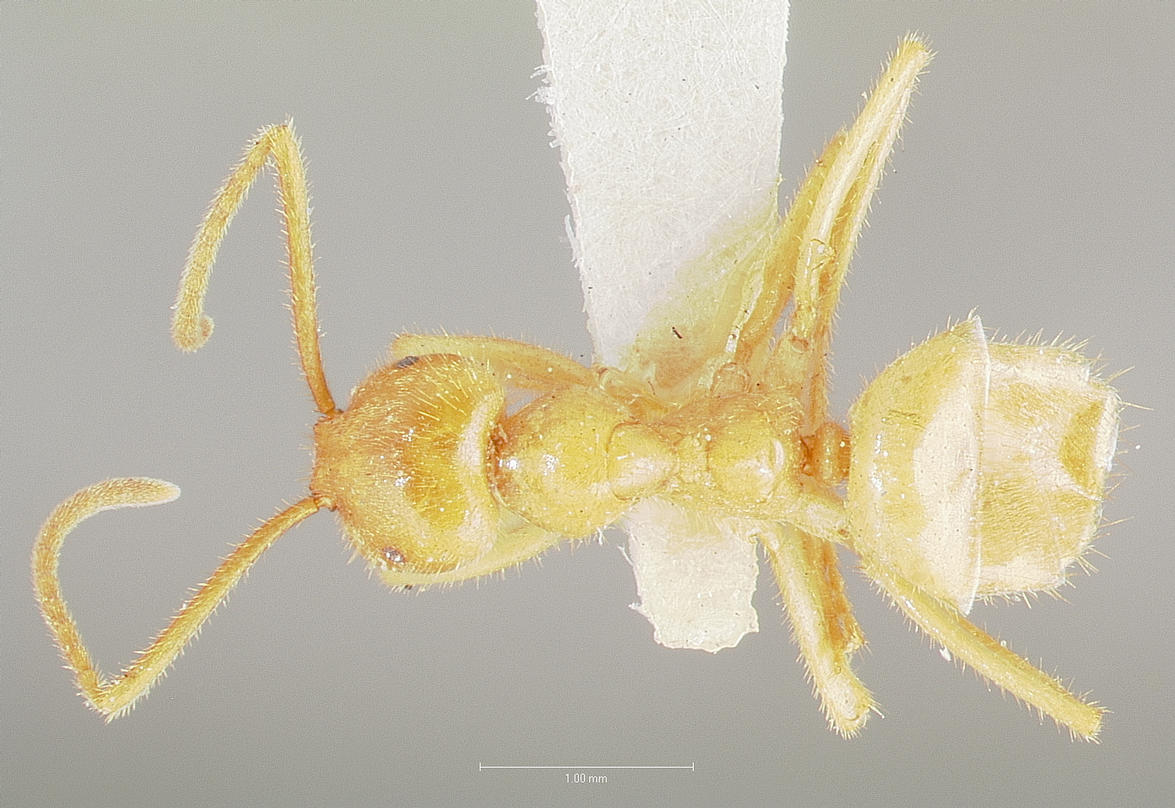
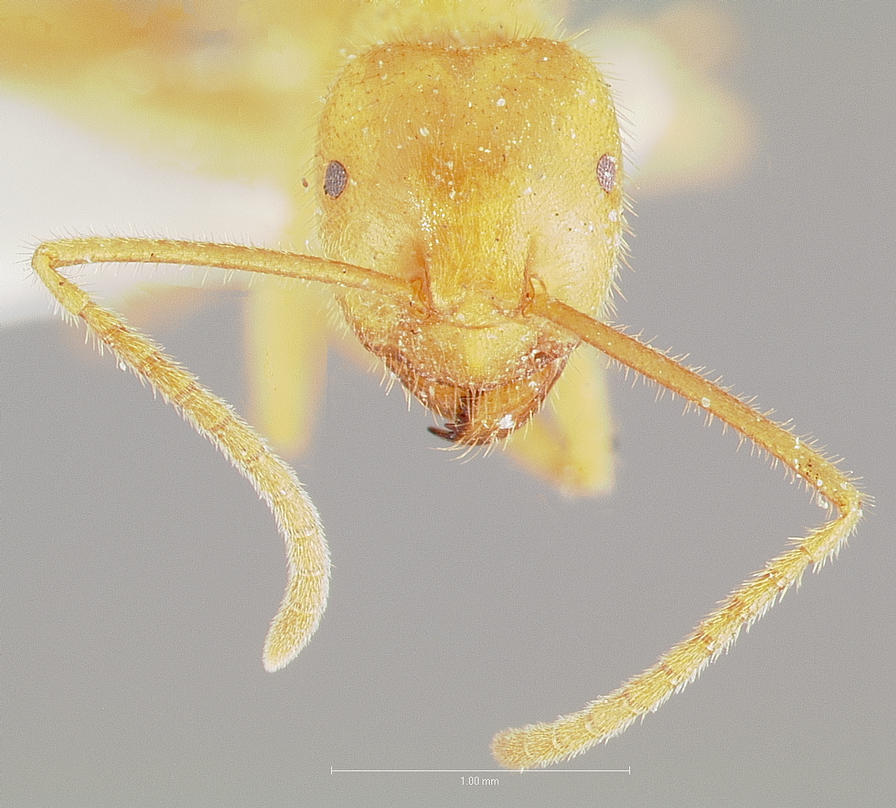
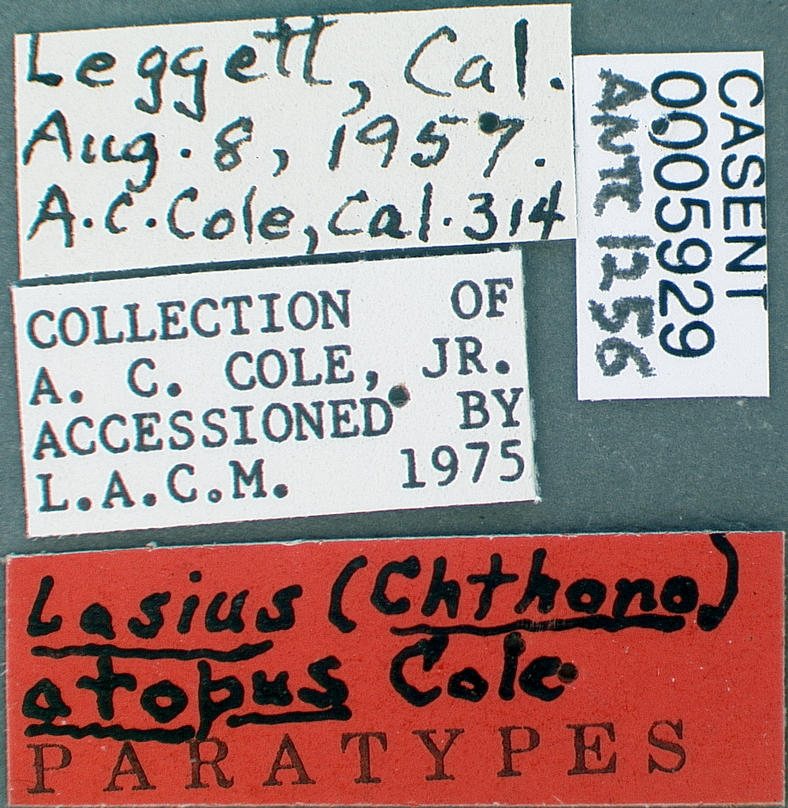
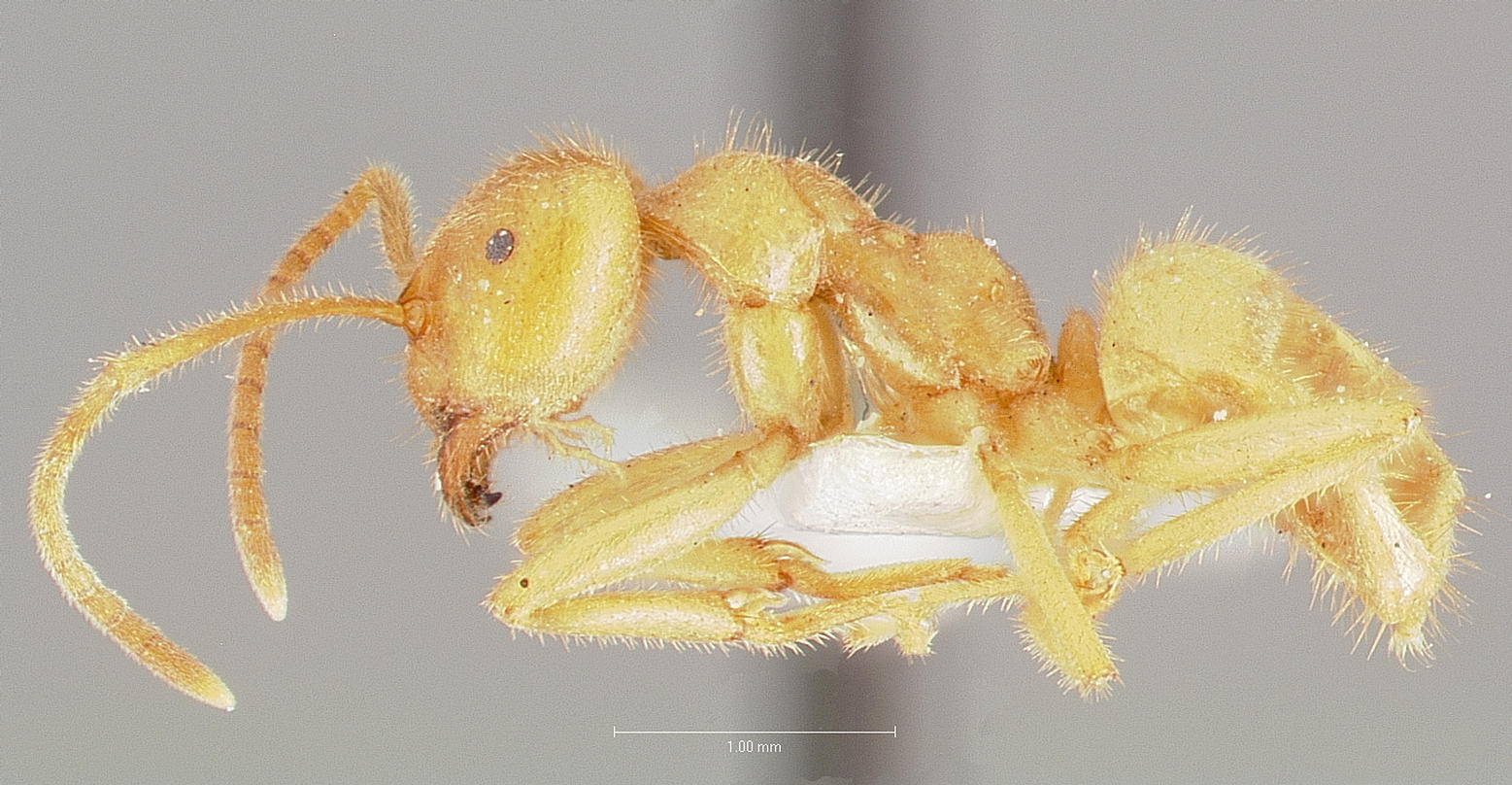
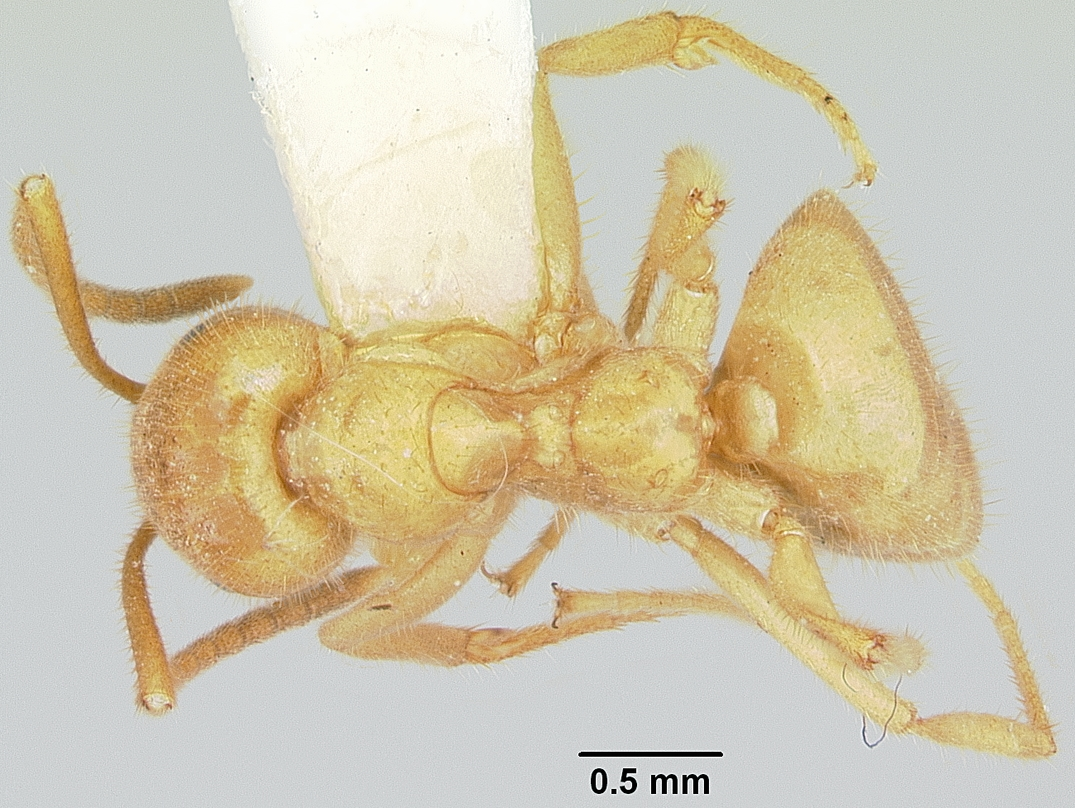
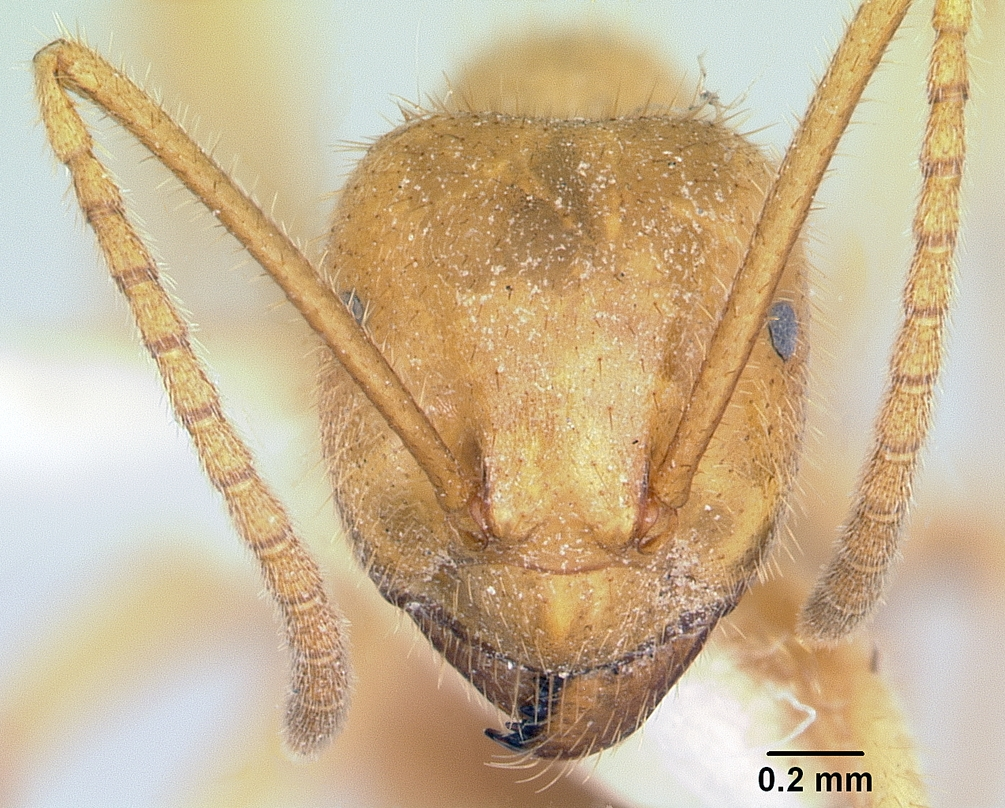